# Le Cercle des passions
Pour plus de détails, voir Fiche technique et Distribution.
Le Cercle des passions est un film français réalisé par Claude d'Anna, sorti en 1983.

## Synopsis
En Sicile, dans les années 50, une jeune fille tombe amoureuse d'un homme et veut quitter son village avec lui.

## Fiche technique
- Titre français : Le Cercle des passions
- Réalisation : Claude d'Anna
- Scénario : Claude d'Anna, Laure Bonin et Gustavo Hernández
- Musique : Egisto Macchi
- Pays d'origine :  France
- Genre : drame
- Date de sortie : 1983

## Distribution
- Giuliano Gemma : Anthony Tursi

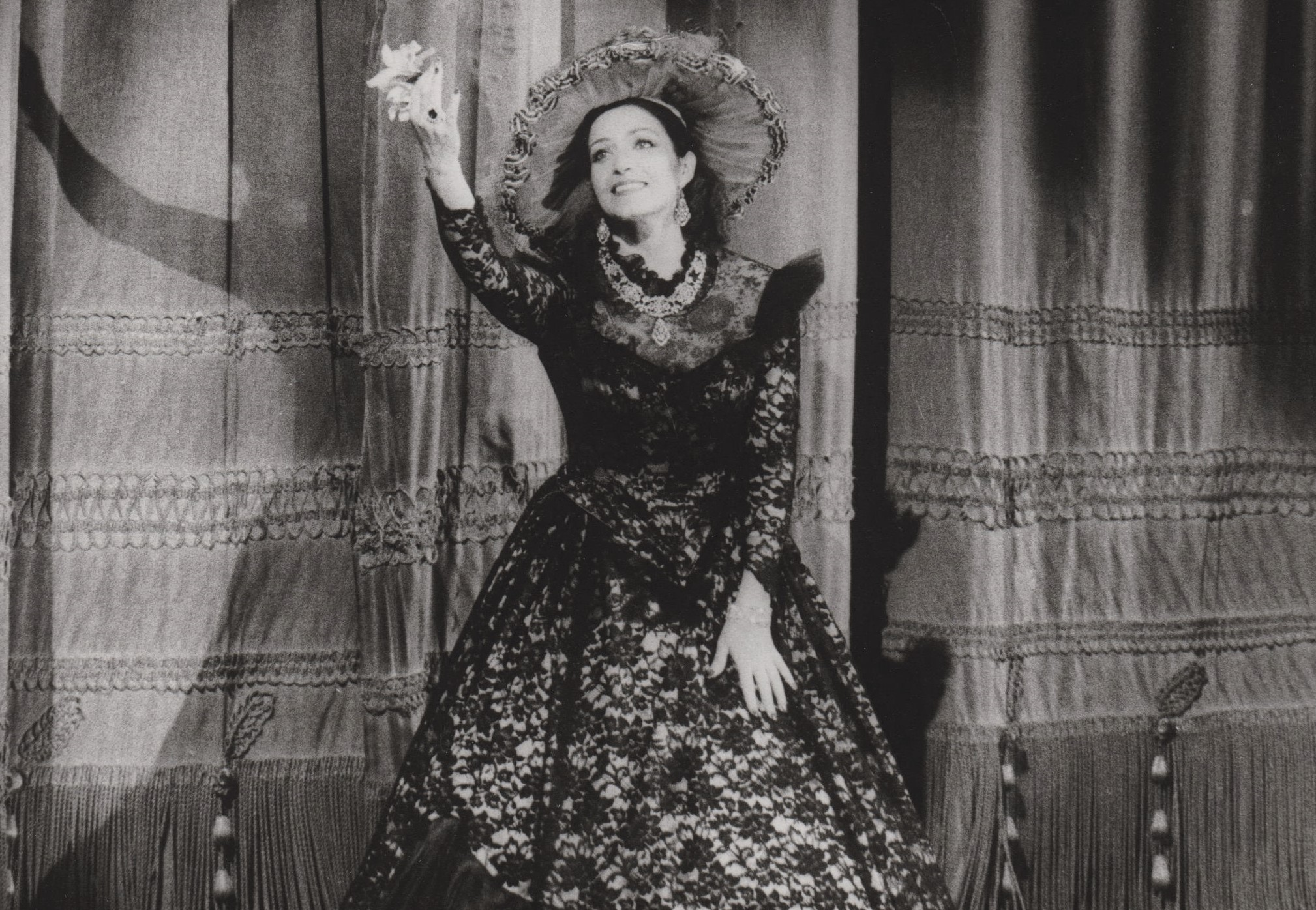
Dans le film, Françoise Fabian tient le rôle de Renata Strauss, célèbre cantatrice d'opéra. Elle a revêtu ici le costume de Traviata.

- Max von Sydow : Carlo di Vilalfratti
- Assumpta Serna : Elisa di Villafratti
- Marcel Bozzuffi : Turiddu Zangara
- Françoise Fabian : Renata Strauss
- Rita Blanco